# Второв, Пётр Петрович
Пётр Петро́вич Вто́ров (1 августа 1938, Москва — 5 января 1979, Москва) — советский учёный-биогеограф, эколог, зоолог и деятель охраны природы. Основал новое направление научных исследований — синтетическая биогеография. Разработал научную концепцию создания эталонных участков биосферы. Автор учебников, определителя птиц и научных монографий.

## Биография
Родился 1 августа 1938 года в семье архитекторов высотных зданий в Москве, Пётр Васильевич (архитектор-инженер, музыкант) и Елизавета Фёдоровна (в дев. Бабкина) (1912—2000) — архитектор-чертёжник (в браке с 31 декабря 1936 года).
Дед, Второв, Василий Петрович, занимался счётной деятельностью в Обществе взаимного кредита (8 июля 1875—1925). Сын П. Т. Второва (1827—18 (31) декабря 1900).
- Дядя, Второв, Иван Васильевич — скрипач, учился в Италии, скончался после возвращения в Россию от перитонита.

Дед, Бабкин, Фёдор Иванович (1887—1920) — казачий полковник.
- Дядя — Бабкин, Александр Фёдорович (1914—2000) — спортивный деятель СССР и УССР.
  - Прадед — Прощаков, Ипполит Александрович (1848—1914) — земский врач в городе Новочеркасск.

Во время Великой Отечественной войны был в эвакуации в город Куйбышев (ныне Самара). После возвращения, дом в Москве был разрушен бомбой и семья переехала к тёте (Наталья Ипполитовна Прощакова (1902—1969)) в подмосковный посёлок Малаховку.

### Образование

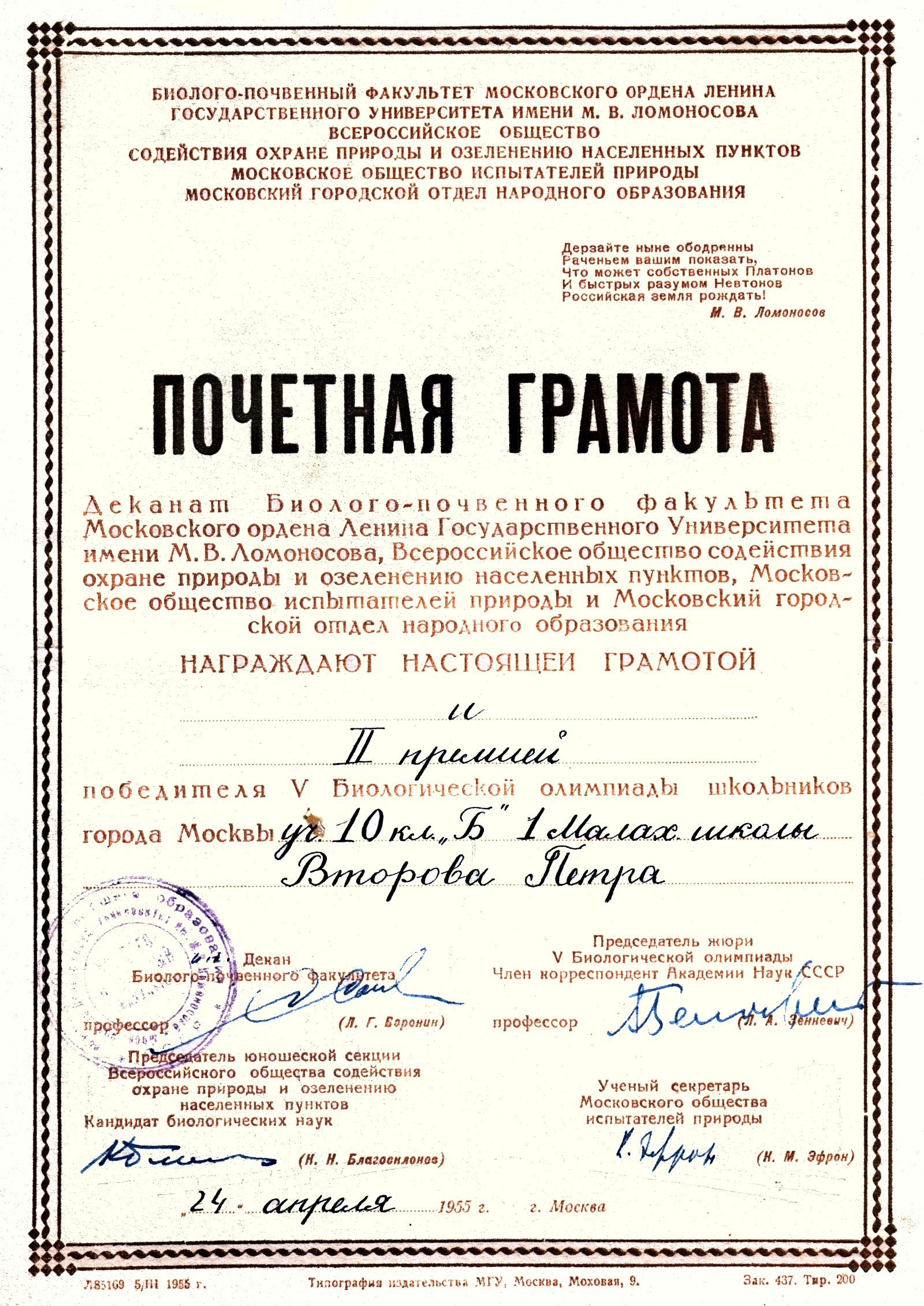
Победитель московской олимпиады по биологии, 1955 г.

В 1955 году окончил среднюю школу в посёлке Малаховка (гимназия была построена 1910 году по проекту архитектора Л. Ф. Даукша). Он также обучался музыке на скрипке, самостоятельно научился играть на Русской семиструнной гитаре.
C 1952 года активно посещал Кружок юных биологов Дарвиновского музея и ВООП. В этот кружок его привёл малаховский друг Лёня Лисовенко. С 7 класса был избран председателем кружка. На 5 и 6 Биологических олимпиадах МГУ П. П. Второв получил две премии. В это время кружком руководил легендарный «ППС» — П. П. Смолин, который научил ВООПовцев самостоятельной научной работе. Под его руководством в апреле 1956 года была написана первая научная работа — «Подкормка зимующих птиц в дачной местности».
Н. Н. Дроздов о ней пишет:

В работе были описаны экология и поведение птиц-синантропов Подмосковья, приведены данные о разных типах кормушек, посещаемости их в зависимости от вида корма, времени года, погоды и т. п. Известный орнитолог и деятель охраны природы К. Н. Благосклонов высоко оценил эту работу юного натуралиста и цитировал её в своей книге «Охрана и привлечение полезных птиц».
В характеристике к окончанию школы П. П. Смолин отметил: 

хорошую биологическую подготовку, твёрдо определившийся интерес в области биологии, умение настойчиво и последовательно проводить ту работу, за которую он берётся и наличие организационных данных.
С кружком П. П. Второв совершил экспедиции в Мордовский заповедник и Приокско-Террасный заповедник. В ВООП тройкой Злотин-Второв-Лисовенко руководил Ю. Равкин, под его руководством они готовили кандидатские работы в кружке.
Весной 1956 года в составе экспедиции Кафедры биогеографии Географического факультета МГУ под руководством A. М. Чельцова-Бебутова посетил Кустанайскую область. А. А. Тишков пишет, что

ВООП второго и третьего поколений подарил миру целую плеяду замечательных биогеографов (П. П. Второва, Ю. Г. Пузаченко, Р. И. Злотина, Н. Н. Дроздова, В. Г. Виноградова).
В сентябре 1956 году поступил на факультет Естествознания МГПИ им. В. П. Потёмкина. Активно работал в зоологическом студенческом научном обществе. В 1958 году опубликовал первую научную печатную работу по материалам экспедиции в Кызыл-Агачский заповедник. Руководитель экспедиции Т. А. Адольф написала в газете МГПИ::

Наши студенты П. Второв, Н. Дроздов и А. Мошкин показали себя хорошими охотниками и ежедневно приносили 7-8 убитых птиц [коллекционный материал для кафедры зоологии]. Их не пугали ни дожди, ни вечно мокрые ноги, ни даже вынужденное купание в море.
С 15 октября 1957 года был общественным охотинспектором Государственной охотничьей инспекции при Исполкоме Мособлсовета За время учёбы изучал природу Московской и Вологодской области, Центрального Кавказа, побывал в Черноморском заповеднике.
Долгое время возглавлял межвузовский студенческий кружок на базе кафедры зоологии Московского областного педагогического института, под руководством А. П. Кузякина.
В 1959 году с 3 курса МГПИ был переведён на второй курс Географического факультета МГУ. Из-за разницы в программе ему пришлось досдавать 6 экзаменов и 9 зачётов. Дальнейшая учёба проходила на Кафедре биогеографии. Студентом опубликовал серию статей в сборнике «Орнитология». За время учёбы побывал в Закавказье, Туркмении, Киргизии и написал об этом научные статьи (см. библиографию ниже).
По окончании Университета в 1963 году поступил в аспирантуру при Кафедре биогеографии. О. К. Константинов так описывает это время:

 На нашей кафедре биогеографии читали такие осколки старых времён, как Ларионов, Александр Михайлович Чельцов, Анатолий Георгиевич Воронов, Николай Алексеевич Гладков. Это были разносторонне образованные люди, интеллигенты в лучшем смысле этого слова. Ведь кроме предметных знаний они передавали нам и культуру. Чего стоили, например, приведённые к месту цитаты из Толстого, Пушкина или Киплинга! Да и наши старшие товарищи — аспиранты являли собой примеры увлечённости наукой, широты знаний: Коля Дроздов, Петя Второв, Женя Матюшкин — было у кого учиться.

### Научная работа
Два летних сезона провёл он на Тянь-Шаньской высокогорной физико-географической станции Академии наук Киргизии, куда и попросил его распределить после окончания МГУ. А. А. Тишков вспоминает, что 

В разные годы там трудились такие известные учёные, как И. П. Герасимов, Э. М. Мурзаев, Г. А. Авсюк, Р. П. Зимина, Д. В. Панфилов, Л. Н. Соболев, П. П. Второв, Р. И. Злотин и др.
 За 8 лет полевых исследований на Тянь-Шане опубликовал десятки статей и несколько научных монографий. Разрабатывал вопросы биогеографии и биогеофизики.
В 1967 году защитил диссертацию кандидата биологических наук под руководством профессора А. П. Кузякина. На Тянь-Шаньской физико-географической станции основал и возглавил отдел биогеографии и написал ряд монографий. В 1968 году разработал программу исследований по изучению энергетических, химических и информационных взаимодействий в наземных экологических системах разного типа. Эколог и историк науки Г. А. Новиков писал: 

Обзор состояния вопроса (биогеоценологических проблем и тенденций) и некоторые оригинальные воззрения на проблему наземных экосистем содержатся в книге П. П. Второва (1971).
В 1969 году с коллективом советских географов на корабле посетил страны: Гвинея, Сенегал, Марокко, Испания, Италия, Алжир, Мальта и Турция. Выступил с докладом на Пятой Всесоюзной орнитологической конференции в Ашхабаде.
В 1971 году с семьёй вернулся в Москву и поступил на работу старшим научным сотрудником Центральной научно-исследовательской лаборатории охраны природы. Он продолжил систематические полевые исследования по собственным методикам уже по всей Средней Азии, в частности, в Бадхызском заповеднике.
16 октября 1978 года на кафедре биогеографии географического факультета МГУ прошла предзащита докторской диссертации. В заключении кафедры, подписанном её заведующим профессором А. Г. Вороновым, сказано:

Разносторонний комплексный подход автора к проблемам биогеографии, решаемым на уровне сообществ, с применением новых для биогеографии концепций, в том числе представлений о стабильности, сбалансированности, регуляции и разнообразии, позволяет считать, что в диссертации развивается новое научное направление — Синтетическая биогеография.
Работа прошла предварительную защиту на учёном совете географического факультета МГУ, но не состоялась из-за кончины П. П. Второва. Супруга В. Н. Второва по материалам диссертации составила монографию, и в 1983 году выпустила книгу «Эталоны природы. Проблемы выбора и охраны». В книге дано представление о биосфере и закономерностях её развития, о том, что необходимо выделять, всесторонне изучать и охранять её образцы-эталоны, которые сохранились до сих пор ненарушенными. На примере трёх горных районов Средней Азии показано разнообразие животного и растительного мира, изучение которого позволит создать научную основу охраны и рационального использования природных ресурсов. Разработанные в книге проекты создания заповедной сети, представленной эталонными биосферными заповедниками, стали важным результатом МБП.
П. П. Второв сотрудничал более чем с 30 учёными систематиками, которые по собранным им материалам описали несколько десятков новых для науки видов беспозвоночных животных.

### Популяризация науки
В семидесятых годах XX века, одновременно с завершением докторской диссертации он отдавал много времени научно-методической и педагогической работе, приступил к написанию серии учебных пособий по биосфере и биогеографии для студентов, школьников и учителей.
П. П. Второв самостоятельно выучил английский, киргизский, французский, немецкий, испанский, португальский, польский и чешский языки. Активно переводил и реферировал мировую литературу в Реферативные журналы ВИНИТИ. В 1969 году он с коллегами написал «русско-киргизский разговорник», о котором газета Правда написала:

… русско-киргизский разговорник с удовольствием приобретают туристы, геологи, краеведы. Впервые выпущенный разговорник поможет … ближе познакомиться с Киргизией, её населением.
В 1974 году он совместно с другом ещё по школьному кружку и учёбе в МГУ Н. Н. Дроздовым, на общественных началах создал новый курс «Биогеография» для педагогических институтов страны. Они выпустили пособие для учителей «Биогеография материков». В 1976 году выходит книга для внеклассного чтения учащимися старших классов школ «Рассказы о биосфере». В ней популярно, но на современном научном уровне, рассказано о потоках энергии и роли живых организмов — основной движущей силе в биосфере.
В 1978 году по новой программе вышло учебное пособие для студентов педагогических институтов «Биогеография». В нём был предложен новый термин Биофилота.
В 1980 году вышло ещё одно пособие для студентов и учителей в котором П. П. Второв проявил своё давнее увлечение орнитологией — «Определитель птиц фауны СССР». Расширение авифаунистических работ и приход в орнитологию новых поколений исследователей потребовали создания новых определителей птиц. Книгу иллюстрировал орнитолог и художник Ю. В. Костин.
П. П. Второв был увлечённым кактусистом. Его коллекция насчитывала более 100 видов кактусов, большинство которых он вырастил из семян и демонстрировал на выставках. Он называл кактусы «пришельцами из космоса».
П. П. Второв также собрал коллекцию кладок птиц, которая была передана на кафедру Зоологии Биолого-химического факультета МПГУ.
Неоднократно выступал в телепередаче «В мире животных», однако записи не сохранились, так как в семидесятые годы архив передач, из-за дефицита видео катушек не производился.

### Охрана природы

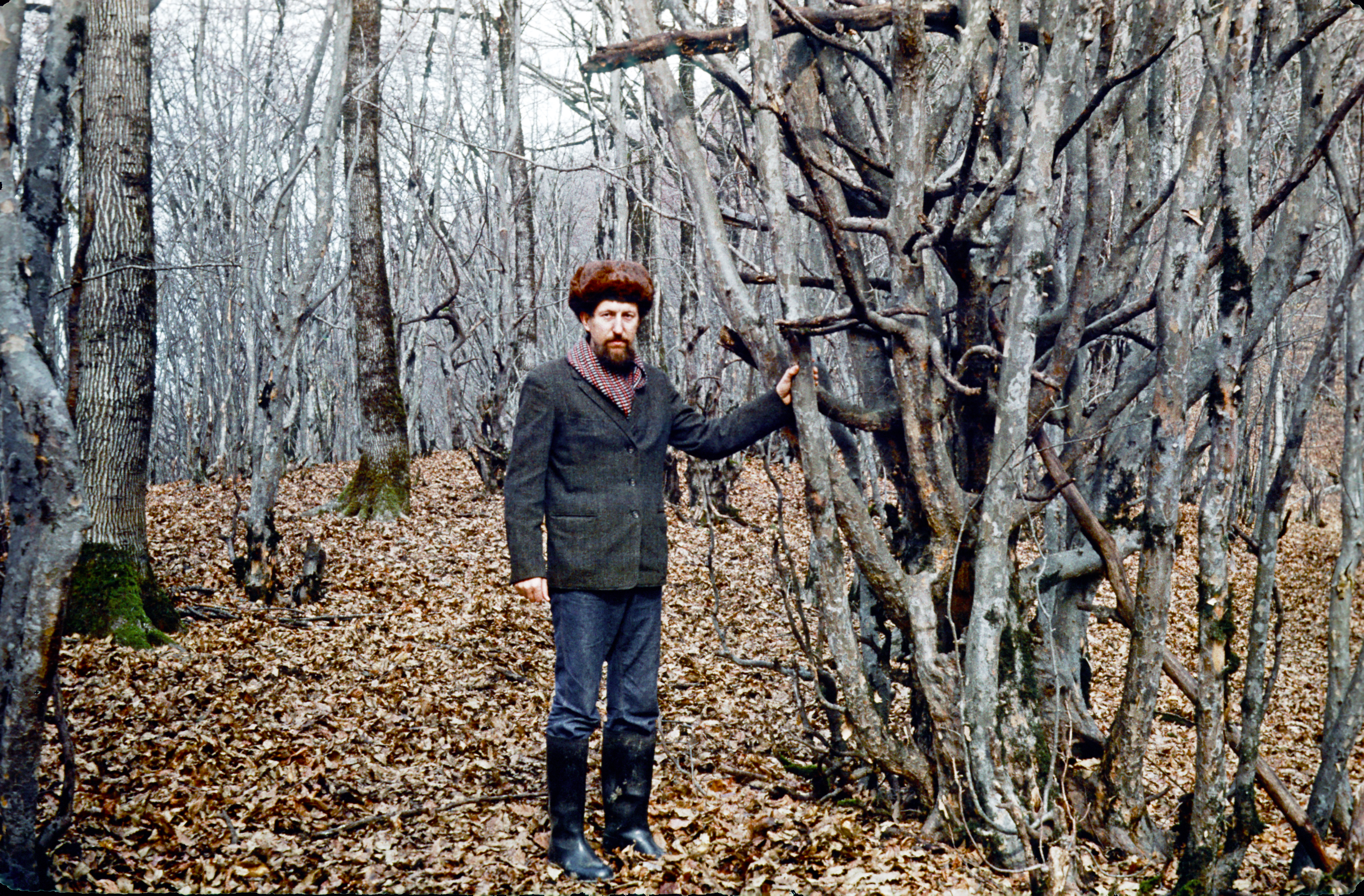
Талыш, 1978

С 1971 года работал в единственной в СССР Центральной научно-исследовательской лаборатории охраны природы Министерства сельского хозяйства (ЦНИЛОП МСХ). Принимал участие в создании первой Красной книги СССР. Изучал природу заповедных территорий и научно обосновывал создание эталонных участков биосферы. Разработал программу ценотической и экосистемной инвентаризации заповедных территорий. Работал над проблемами охраны сообществ, охраны экосистем, биосферной инвентаризации и бонитировки.
В 1975 году активно работал в составе советской делегации на XII Генеральной ассамблее Международного союза охраны природы и природных ресурсов (МСОП) в г. Киншасе (Заир). В составе советской делегации встречался с президентом Мабуту. Был избран членом комиссии МСОП. Посетил восточную часть Заира, и национальные парки Вирунга и Кахузи-Бьега. Впервые группе зоологов из СССР удалось увидеть в природе, сфотографировать и описать горных или восточных горилл.
В 1976 году П. П. Второв изучал организацию охраны природы в Швеции (Шведское агентство по охране окружающей среды).
В 1978 году принимал участие в подготовке и проведении 14 Генеральной ассамблеи МСОП (Ашхабад. 25 сентября — 5 октября 1978 года). Эта юбилейная Ассамблея, приуроченная к тридцатилетию МСОП, собрала ведущих ученых и деятелей охраны природы со всего мира. Установил деловые научные контакты с такими учёными, как сэр Питер Скотт, профессор Кентон Миллер, профессор Мохаммед эль-Кассас.
В интервью в Ашхабаде он в частности сказал:

Сейчас на повестке дня … сохранение целых сообществ растений и животных со свойственным им местом обитания, сохранение экосистем. А потому возникает необходимость создания новой «Красной книги». В этой книге будут перечислены экосистемы, нуждающиеся в защите.
Отчёты и материалы по международному сотрудничеству неоднократно публиковались в журналах и сборниках по охране природы.
В 1980 году по его предложению в «Красную книгу охраны биосферы» планировали включить ценозы, за которыми была признана исключительная роль в сохранении жизнеспособности биосферы.

### Последние годы жизни
В ноябре 1973 года был поставлен диагноз хронический миелолейкоз в стадии обострения Возможно, болезнь была спровоцирована экспедициями в районы разработки урановых рудников и отвалов в окрестностях Каджи-Сая, Сарыджаза и других в Киргизской ССР.
Продолжил активную научную и экспедиционную работу. Однако, в 1976 году его не выпустили на конференцию в США, предлогом было состояние здоровья.
5 октября 1978 года вернулся с конференции IUCN, проходившей в Ашхабаде, Туркменская ССР.
16 октября 1978 года с успехом провёл предзащиту своей докторской диссертации на географическом факультете МГУ.
19 октября поступил в Боткинскую больницу с диагнозом «бластный криз».
Скончался 5 января 1979 года в этой больнице. Похоронен на Николо-Архангельском кладбище Москвы, участок № 81.

## Адреса
Адреса где проживал П. П. Второв:
- Посёлок Малаховка, проезд Чкалова (дом тёти и матери).
- Москва, Чистопрудный бульвар, дом 9 (квартира матери).
- 1960—1972 — Москва, Мейеровский проезд, дом 16.
- 1963—1971 — Киргизская ССР, село Покровка, Улица Пионерская (Тянь-Шанская физико-географическая станция).
- 1972—1978 — Москва, Сумской проезд, дом 12, корпус 2.

## Членство в организациях

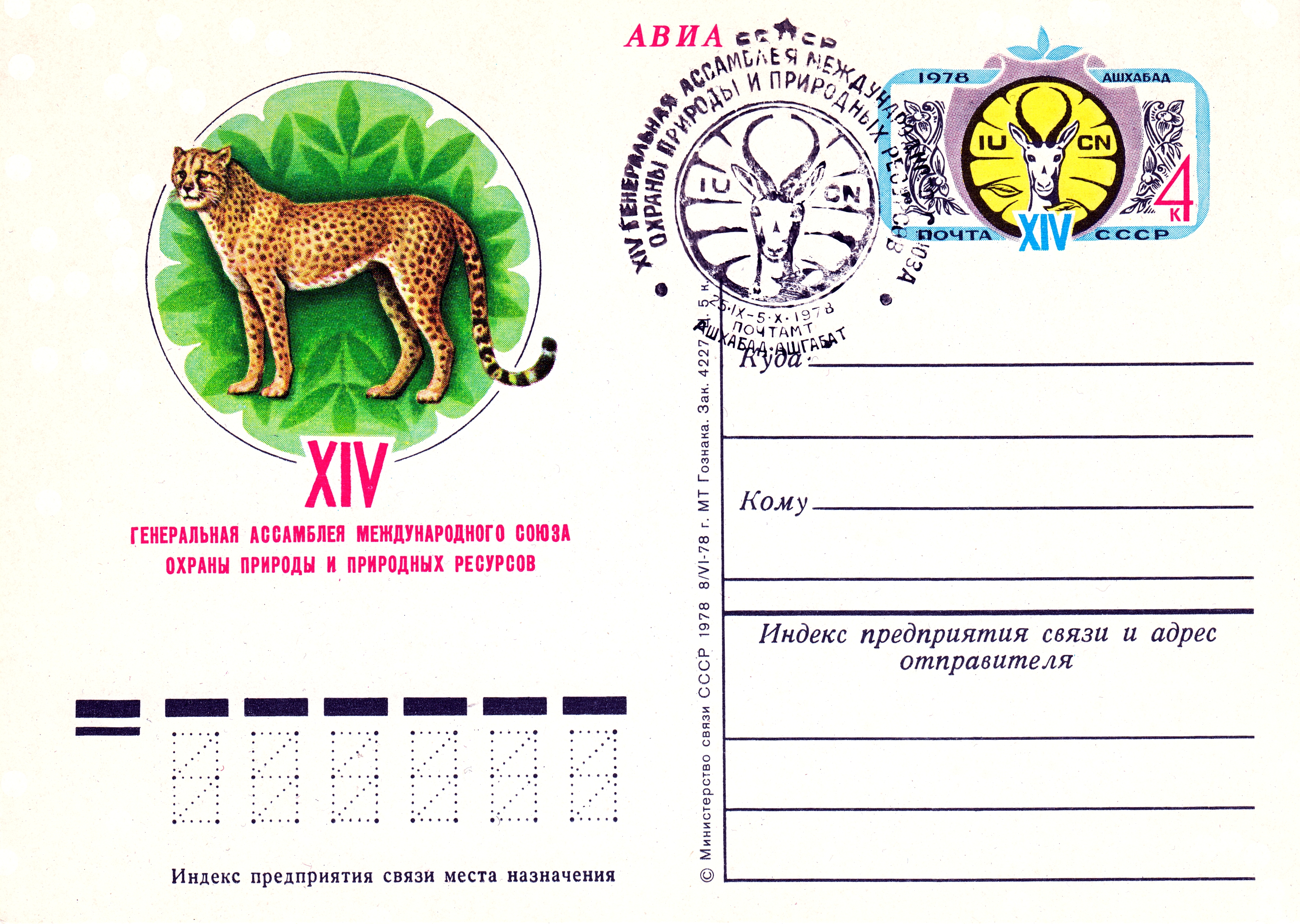
XIV Генеральная ассамблея Международного союза охраны природы и природных ресурсов IUCN (Ашхабад. 25 сент. — 5 окт. 1978 г.)

- Московское общество испытателей природы (МОИП), секция географии и секция биологии.
- Межведомственный Научный Совет по проблемам охраны и рационального использования ресурсов биосферы.
- Всесоюзный зоогеографический комитет
- Комитет по улучшению культурных ландшафтов МСОП
- Комиссия по планированию окружающей среды МСОП
- Международная биологическая программа ЮНЕСКО
- Комиссия по Советско-Шведскому сотрудничеству по охране природы
- Комиссия по Советско-Американскому сотрудничеству по проблеме окружающей среды
- Советский комитет международной программы «Человек и биосфера»
- Всесоюзное териологическое общество

## Память
Именем П. П. Второва названы новые виды животных:
1) Ногохвостки Collembola, 7 видов из 6 родов:
- Cryptopygus vtorovi Martynova, 1978[38]
- Drepanura vtorovi Martynova, 1970[39]
- Folsomia pseudovtorovi Potapov & Gulgenova, 2013[38]
- Folsomia vtorovi Martynova, 1971[38]
- Friesea vtorovi Tshelnokov, 1977[40]
- Onychiurus vtorovi Martynova, 1976[41]
- Parisotoma vtorovi Martynova, 1977[42]

2) Ложноскорпионы Pseudoscorpionida из Тянь-Шаня:
- Dactylochelifer vtorovi Mahnert, 1977[44].

3) Панцирные клещи Oribatida:
- Cultoribatula vtorovi Krivolutsky, 1971
- Furcoppia vtorovi Krivolutsky, 1971[46]
- Oxyoppia vtorovi Rjabinin, 1987[47]

4) Двукрылые Diptera
- Campsicnemus vtorovi Negrobov & Zlobin, 1978[49]
- Cheilosia vtorovi Peck, 1969[50]

## Библиография

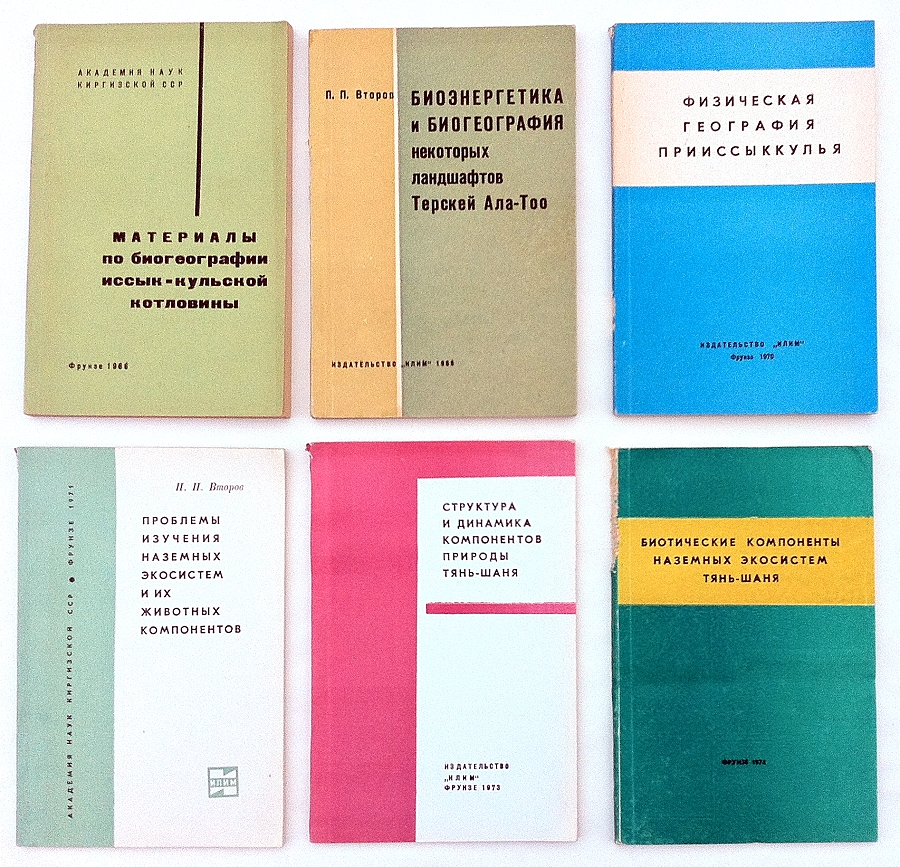

### Монографии
- Второв П. П. Биоэнергетика и биогеография некоторых ландшафтов Терский Ало-Тоо. Фрунзе: Илим, 1968. 167 с.
- Абдулдаев М., Второв П. П., Орозгожоев Б. Мы путешествуем по Киргизии: Краткий русско-киргизский разговорник / Ред. Абдулдаев М., Второв П. П. Фрунзе: изд-во Кыргызстан, 1969. 132 с. 14 000 экз.
- Второв П. П. Проблемы изучения наземных экосистем и их животных компонентов. Фрунзе: Илим, 1971. 95 с. 500 экз.
- Банников А. Г., Второв П. П., и др. Жизнь животных Т. 6 : Млекопитающие, или звери. Москва: Просвещение, 1971. 627 с. : 28 вкл. л., цв.ил., ил. 300 000 экз.
- Второв П. П., Мартынова Е. Ф. Динамика сообщества коллембол. (Биомасса и численность под тянь-шаньской елью). Фрунзе: Илим, 1974. 92 с.
- Второв П. П., Дроздов Н. Н. Биогеография материков [Пособие для учителей]. Москва: Просвещение, 1974. 223, [1] с. : [12] л. ил. 1 л. карт. 80 000 экз.
- Второв П. П., Дроздов Н. Н. Рассказы о биосфере [Пособие для учащихся] М.: Просвещение, 1976. 126 с.; 2-е изд. Москва: Просвещение, 1981. 128 с.
- Второв П. П., Дроздов Н. Н. Биогеография [Учебное пособие для педагогических институтов по биологическим и географическим специальностям]. Москва: Просвещение, 1978. 269, [1] с. : [4] л. ил., 1 л. карт.
- Второв П. П. Биогеографическая инвентаризация и бонитировка эталонных участков биосферы. В 2 Т. Диссертация доктора географических наук. Биогеография. 11.00.05. Москва: ЦЛОП МСХ СССР и МГУ. 1978. Т. 1. 278., Т. 2. 127 с.
- Второв П. П., Дроздов Н. Н. Биогеография материков [Пособие для учителей]. Москва: Просвещение, 1979. 207 с.
- Второв П. П., Дроздов Н. Н. Определитель птиц фауны СССР [Пособие для учителей]. Москва: Просвещение, 1980. 254 с., 8 л. ил.
- Второв П. П., Второва В. Н. Эталоны природы: Проблемы выбора и охраны. Москва: Мысль, 1983. 203 с. 30 000 экз. PDF.
- Второв П. П., Дроздов Н. Н. Биогеография / Учебник для вузов. М.: Владос-Пресс, 2001. 302, [2] с. : 8 л. ил. PDF.

Переводы:
- Второв П. П., Дроздов М. М. Биогеография на континентите. София: Нар. просвета, 1978. 288 с.
- Wtorov P. P., Drozdow N. N. Biogeografia kontinentow. Warszawa: Panst. Wyd. Nauk, 1981. 284 p.; Wydanie II. 1988.
- Второв П. П., Дроздов М. М. Біогеографія. Київ: Вища школа, 1987.
- Второв П. П., Дроздов Н. Н. Бюгеографк. Кшв.: Вища школа, 1982. 240 с.

Редактор:
- The IBP Survey of Conservation Sites: An Experimental Study / ed. A.R. Claphman, P.P. Vtorov, et al. London, New York, etc: Cambridge University Press, 1980. 344 p. (International Biological Programme; N 24).

### Основные статьи
- Второв П. П. Подкормка зимующих птиц в дачной местности. Кружок юных биологов Всероссийского Общества Охраны природы. Малаховка, 1956. 16 с.
- Второв П. П., Дроздов Н. Н. Летне-осеннее население птиц таёжных ландшафтов Вологодской области // Орнитология. 1960. Вып. 3. С. 131—138.
- Второв П. П. К ландшафтной орнитогеографии Центрального Кавказа // Орнитология. 1962. Вып. 4. С. 218—233.
- Второв П. П. Географо-генетический и ареалогический анализ населения птиц лесо-луго-степного пояса Терскей Ала-Тоо // 5 Конф. Тянь-Шаньской высокогорной физико-географической Станции. Фрунзе. 1963
- Второв П. П. Зимующие птицы некоторых ландшафтов Иссык-Кульской котловины // Орнитология. Вып. 6. М.: изд-во МГУ. 1963.
- Второв П. П. К зоогеографии Внутреннего Тянь-Шаня // Докл. 5-й научн. Конф. Тянь-Шаньской высокогорной физико-геогр. Станции. Фрунзе: Илим. 1963.
- Второв П. П. Об оценках значимости организмов в природных комплексах // Учёные записки МОПИ им. Крупской. Т. 76. Зоология. Вып. 6. М.: изд-во МОПИ, 1963. С. 55-61.
- Второв П. П. Осенний пролёт птиц на Охотском побережье // Орнитология вып. 6. М.: изд-во МГУ. 1963. С. 321—324.
- Второв П. П., Кузякин А. П. К ландшафтной орнитогеографии Охотской тайги // Орнитология вып. 6. М.: изд-во МГУ. 1963.
- Второв П. П. Характеристика населения птиц по уровню численности, биомассы и фактического обмена // Орнитология. Вып. 6. М.: изд-во МГУ. 1965.
- Второв П. П. Об оценках значимости населения птиц в экономике природы // Орнитология. Вып. 7. М.: изд-во МГУ. 1965. С. 385—388.
- Второв П. П. О некоторых сторонах теоретической обработки количественный учётов птиц // Современные проблемы орнитологии. Вап. 1. Фрунзе: Илим, 1965. С. 233.
- Второв П. П. К проблеме экологической классификации организмов // Тр. Тянь-Шаньской высокогорной физико-географической Станции. Вып. 12. Фрунзе: Илим, 1966.
- Второв П. П. Количественный зоогеографический анализ беспозвоночных животных Внутреннего Тянь-Шаня // Физическая география Тянь-Шаня. Фрунзе: Илим. 1966. С. 88-102.
- Второв П. П. Роль почвенных многоклеточных животных лесо-лугово-степного пояса Терскей Ала-Тоо (Тянь-Шань) в потоке энергии // Проблемы почвенной зоологии. М.: Наука, 1966.
- Бондарев Л. Г., Второв П. П. В аквариуме и в кляссере // Филателия СССР. 1967. № 5. М. С. 26-27.
- Второв П. П. Изучение структурных особенностей животных компонентов экологических систем // Структурная и функционально-биогеоценотическая роль животного населения суши. М.: изд-во МОИП и ИГАН, 1967.
- Второв П. П. О первичной обработке результатов количественных учётов животного населения // Структурная и функционально-биогеоценотическая роль животного населения суши. М.: изд-во МОИП и ИГАН, 1967.
- Второв П. П. Особенности населения птиц пояса арчового стланика // Орнитология вып. 8. М.: изд-во МГУ, 1967. С. 254—261.
- Второв П. П. Первые результаты биогеографического изучения избранных территориальных комплексов Прииссыккулья с использованием энергетических показателей // Тр. Тянь-Шаньской высокогорной физико-геогр. Станц. Вып. 13. Фрунзе: Илим, 1967.
- Второв П. П. Трансформация энергии на гетеротрофных уровнях в некоторых поясах Тянь-Шаня. В сб. "Структурная и функционально- биогеоценотическая роль животного населения суши // Структурная и функционально-биогеоценотическая роль животного населения суши. М.: изд-во МОИП и ИГАН, 1967.
- Второв П. П., Перешкольник С. Л. Соотношения биомасс рептилий и наземных беспозвоночных на западе Иссыккульской котловины // Структурная и функционально-биогеоценотическая роль животного населения суши. М.: изд-во МОИП и ИГАН, 1967.
- Второв П. П. Птицы культурных ландшафтов восточного Прииссыккулья // Орнитология. 1968. Вып. 9. С. 228—234.
- Второв П. П., Криволуцкий Д. А. Панцирные клещи восточной Киргизии // Pedobiologia. 1968. Вd. 8. S. 123—133.
- Второв П. П. Рецензия на книгу А. Ф. Ковшарь «Птицы Таласского Алатау» Тр. заповедников Казахстана. Алма-Ата: Кайнар, 1966. 436 с. // Зоологический журнал. 1968. Т. 47. Вып. 5. С. 792—793.
- Второв П. П. Рецензия на книгу Г. Ф. Хельми «Основы физики биосферы» Л.: Гидрометиздат, 1966. 300 с. // Зоологический журнал. 1968. Т. 47. Вып. 6. С. 961—963.
- Второв П. П., Мартынова Е. Ф. Комплекс ногохвосток в подстилке тянь-шаньской ели и принцип первичного анализа его размерной структуры // Проблемы почвенной зоологии. М.: Наука. 1969.
- Второв П. П., Савченко Е. Н. Преимагинальные фазы развития трёх видов подрода Вестиплекс — Vestiplex bezzi (Diptera, Tipulidae) с высокогорий Тянь-Шаня // Вестник зоологии. 1968. № 1. 45-63.
- Второв П. П., Дроздов Н. Н. Некоторые аспекты количественного анализа населения птиц // Орнитология в СССР. Кн. 1. Ашхабад, 1969. С. 188—202.
- Сычевская В. И., Второв П. П. Синантропные мухи (Diptera) горной Киргизии // Энтомологическое обозрение. Т. 48. № 4. 1969. С. 816—830. (собрано 15 тыс. мух 120 видов)
- Второв П. П. Влияние распашки на население птиц котловины Ат-Баши (Тянь-Шань) // Влияние антропогенных факторов на формирование зоогеографических комплексов: 5-я Межвузовская зоогеографическая конференция. Ч. 2. Казань, 1970. C. 63—66.
- Второв П. П., Перешкольник С. Л. Ритм суточной активности зелёной жабы (Bufo viridis) на побережье озера Иссык-Куль // Зоологический журнал. 1970 Т. 49. № 1. С. 112—120.
- Второв П. П., Перешкольник С. Л. Учёты рептилий в нескольких пунктах Средней Азии // Зоологический журнал. 1970 Т. 49. № 3. С. 468—470.
- Vtorov P. P. The bird population in some ecosystems of Central Tyan-Shan // 15th Congr. int. ornithology. The Hague. 1970.
- Второв П. П., Макеев В. М. Осенний герпетологический аспект хребта Бабатаг и долины реки Кафирниган (Юго-Западный Таджикистан) // Зоологический журнал. 1972 Т. 51. № 10. С. 1591—1593.
- Vtorov P. P., Martynova E. F. The Distribution of Microarthropods in Spruce Forests of the Chon-Kemin River (Tyan-Shan) // Zoological Journal. 1972. N 51(3). P. 370—374.
- Vtorov P. P., Martynova E. F. Springtails (Collembola) and other microarthropods of the high mountains of the western part of the Terskei Ala-Tau range // J. Ecol. 1972. 3(4).
- Второв П. П. Пути познания места амфибий и рептилий в потоке энергии экосистем // Вопросы герпетологии. Л.: Наука, 1973, C. 53-55.
- Второв П. П. Характеры ареалов горных птиц в связи с современной и прошлой обстановкой // Структура и динамика компонентов природы Тянь-Шаня. Фрунзе: Илим, 1973
- Второв П. П. Экосистемный аспект развития биогеографии // Биотические компоненты наземных экосистем Тянь-Шаня. Фрунзе: Илим, 1974. С. 3-21.
- Второв П. П. Осенние группировки птиц хребта Бабатаг // Зоологический журнал. 1974. т. 53, вып. 1. C. 77-86.
- Второв П. П., Перешкольник С. Л. Рептилии аридных территорий Прииссыккулья // Физическая география Прииссыккулья. Фрунзе: Илим, 1974.
- Второв П. П. Об охране природных комплексов котловины озера Иссык-Куль // Научные основы охраны природы. Вып. 3. М.: ЦЛОП Мин. с.х. СССР, 1975.
- Второв П. П., Дроздов Н. Н. Биогеография. Программа для географо-биологических факультетов педагогических институтов. М.: изд. Мин-ва Просв. СССР, 1975.
- Второв П. П. О принципах оценки территорий как эталонных участков биосферы // Научные основы охраны природы. Вып. 3. М.: ЦЛОП Мин. с.х. СССР, 1975. С. 45-55.
- Второв П. П., Макеев В. М. Численность активных рептилий в центральном Бабатаге весной // Зоологический журнал. 1975. Т. 54. № 7. С. 1105—1107.
- Vtorov P. P., Martynova E. F. Stratification of the complex of microarthropods of the moss spruce forest (Terskei Ala-Tau, Tien-Shan) // Zool. Anz. Jen, 1975. N 53(9). P. 1315—1323.
- Банников А. Г., Второв П. П. Значение заповедных и непреобразованных территорий в зоогеографических исследованиях // Теоретические и прикладные аспекты охраны природы и охотоведения. Тр. Мос. вет. Акад. им. К. И. Скрябина. М. 1976. Т. 84.
- Второв П. П. Краткие сообщения о бекасе-отшельнике: В Тянь-Шане // Тр. Окского заповедника. 1976. № 13 с. 145. Второе издание: Бекас-отшельник Gallinago Solitaria в Тянь-Шане // Русский орнитологический журнал. 2014. Т. 23. № 960. С. 239—240.
- Второв П. П. Макеев В. М. Характеристика территории как первый этап биосферной бонитировки (на примере хребта Бабатаг) // Научные основы охраны природы. Вып. 4. М.: ЦЛОП Мин. с.х. СССР, 1976. С. 5-77.
- Vtorov P. P., Martynova E. F. Microarthropods of the arid regions in the Issyk Кul Lake basin // Zoological Journal. 1976. 55(6) P. 1103—1107.
- Второв П. П. Заповедники как эталоны природных экосистем // Научные основы охраны природы. Вып. 5. М.: ЦЛОП Мин. с.х. СССР, 1977. С. 5-14.
- Второв П. П. Об охране природы в Швеции // Природа. 1977. № 7.
- Второв П. П. Летние группировки птиц запада Иссык-Кульской котловины (Тянь-Шань) // Экология. 1977. № 1. С. 76-82.
- Второв П. П. Разделение экосистем на блоки и выбор объектов при биогеографических исследованиях // Системные исследования природы. М.: Мысль, 1977. С. 104—116 (Вопросы географии; Сб. 104)
- Vtorov P. P., Martynova E. F. Microarthropods of the Babatag Mountain Ridge // Zoological Journal. 1977. N 56(4). 502—509.
- Второв П. П., Степанов Б. П. Ценность экологического разнообразия и охрана естественных биотических сообществ // Природа. 1978. № 8. С. 60-69.
- Второв П. П., Дроздов Н. Н., Мартынова Е. Ф., Челноков В. Г. Анализ сообществ микроартропод горных лесов экосистсем экваториальной Африки // Современные проблемы зоогеографии. М.: Наука, 1980. С. 299—317.
- Второв П. П. Подходы и методы современной синтетической биогеографии // Современные проблемы зоогеографии. М.: Наука, 1980. С. 31-60.
- Vtorov P. P., Martynova E. F. Complexes of microarthropods in the litter from Perovskia abrotanoides Kar. in two remote regions // Bull. MOIP. 86(1). 1981. P. 43-49.
- Vtorov P. P., Martynova E. F. Distribution of microarthropods under the Schrenk spruce (Picea eschrenkiana) at different altitudes in the Issyk Kul Kettle [basin] // Bull. MOIP. 86(2). 1981. P. 56-62.
- Vtorov P. P., Drozdov N. N., Klaro A., Rivero F. Experience of biogeographic characteristics of arid ecological systems of Cuba: [Vegetation cover, animal population] // Бюллетень МОИП. Отд. биол. 1981. Т. 86. № 5. С. 13-19.
- Vtorov P. P., Martynova E. F. Dynamique des populations de Collemboles du sol-Biomasse et quantite des especes des Monts Tain-Chan (Asie Centrale) // Zoologischer Anzeiger, Jena, 1982. N 209. P. 47-59.